# Јоаким Канс
Јоаким Канс (швед. Joacim Cans; рођен 19. фебруара 1970, Мора, Шведска) је певач шведскe хеви метал групе Хамерфол. Канс и Оскар Дроњак су једини чланови бенда који су у бенду од оснивања.